# Месть (фильм, 2010)
«Месть» (дат. Hævnen) — драматический кинофильм 2010 года, снятый режиссёром Сюзанной Бир по сценарию Андерса Томаса Йенсена. В американском прокате вышел под названием In a Better World (рус. В лучшем мире). Удостоился премий «Золотой глобус» и «Оскар» за лучший фильм на иностранном языке.
Премьера в России прошла 28 апреля 2011 года.

## Сюжет
Антон (Микаэль Персбрандт), шведский врач, работает в лагере для беженцев в Судане, тогда как его семья живёт в небольшом датском городке. Он и его жена Мариан (Трине Дирхольм) близки к разводу, хотя у них уже есть двое сыновей. Старший из них, 12-летний Элиас (Маркус Рюгард), испытывает проблемы в школе из-за своего шведского происхождения и больших зубов. Избавиться от притеснений одноклассников ему помогает новичок Кристиан (Уильям Йонк Нильсен), который недавно поселился в этом городке. Он и его отец Клаус (Ульрих Томсен) приехали из Лондона вскоре после смерти матери Кристиана, которая скончалась от рака.
Между Кристианом и Элиасом складываются дружеские отношения. Как-то прогуливаясь вместе с Элиасом, его братишкой и его отцом, Кристиан становится свидетелем конфликта между Антоном и отцом другого ребёнка. Хотя Антон и получает удар по лицу, он никак не отвечает на насилие. Тогда Кристиан решает сам отомстить постороннему человеку, и он призывает Элиаса помочь ему в сооружении бомбы. Однако акт возмездия, спровоцированный эмоциональными переживаниями Кристиана, потерявшего мать, приводит совсем к другим результатам: взрыв бомбы чуть не стоил жизни обычным прохожим. И теперь родителям мальчиков придётся вторгнуться в их отношения, чтобы помочь справиться со всеми переживаниями, которые их одолевают.

## В ролях
| Актёр                  | Роль     |
| ---------------------- | -------- |
| Микаэль Персбрандт     | Антон    |
| Уильям Йонк Нильсен    | Кристиан |
| Маркус Рюгард          | Элиас    |
| Трине Дирхольм         | Мариан   |
| Ульрих Томсен          | Клаус    |
| Ким Бодниа             | Ларс     |
| Элсебет Стиинтофт      | Сигне    |
| Сату Хелена Миккелинен | Анна     |
| Камилла Готтлиб        | Ева      |

## Награды
- 2011 — Премия Европейской киноакадемии за лучшую режиссуру[3]
- 2011 — Премия «Оскар» за лучший фильм на иностранном языке[4]
- 2011 — Премия «Золотой глобус» за лучший фильм на иностранном языке[5]
- 2011 — номинация на премию «Давид ди Донателло» за лучший фильм Европейского союза
- 2010 — два приза Римского кинофестиваля: Большой приз жюри и Приз зрительских симпатий (Markus Aurelius Audience Award)[6]
- 2010 — два приза Севильского кинофестиваля: лучший режиссёр и лучший сценарий[7]
- 2010 — Приз лучшему актёру на Таллинском кинофестивале тёмных ночей[6]
- 2010 — Приз за творческое совершенство (Creative Excellence Award) на Международном кинофестивале в Салониках[6]
- 2010 — Приз лучшему режиссёру на Международном индийском кинофестивале[6]